# Wangenried

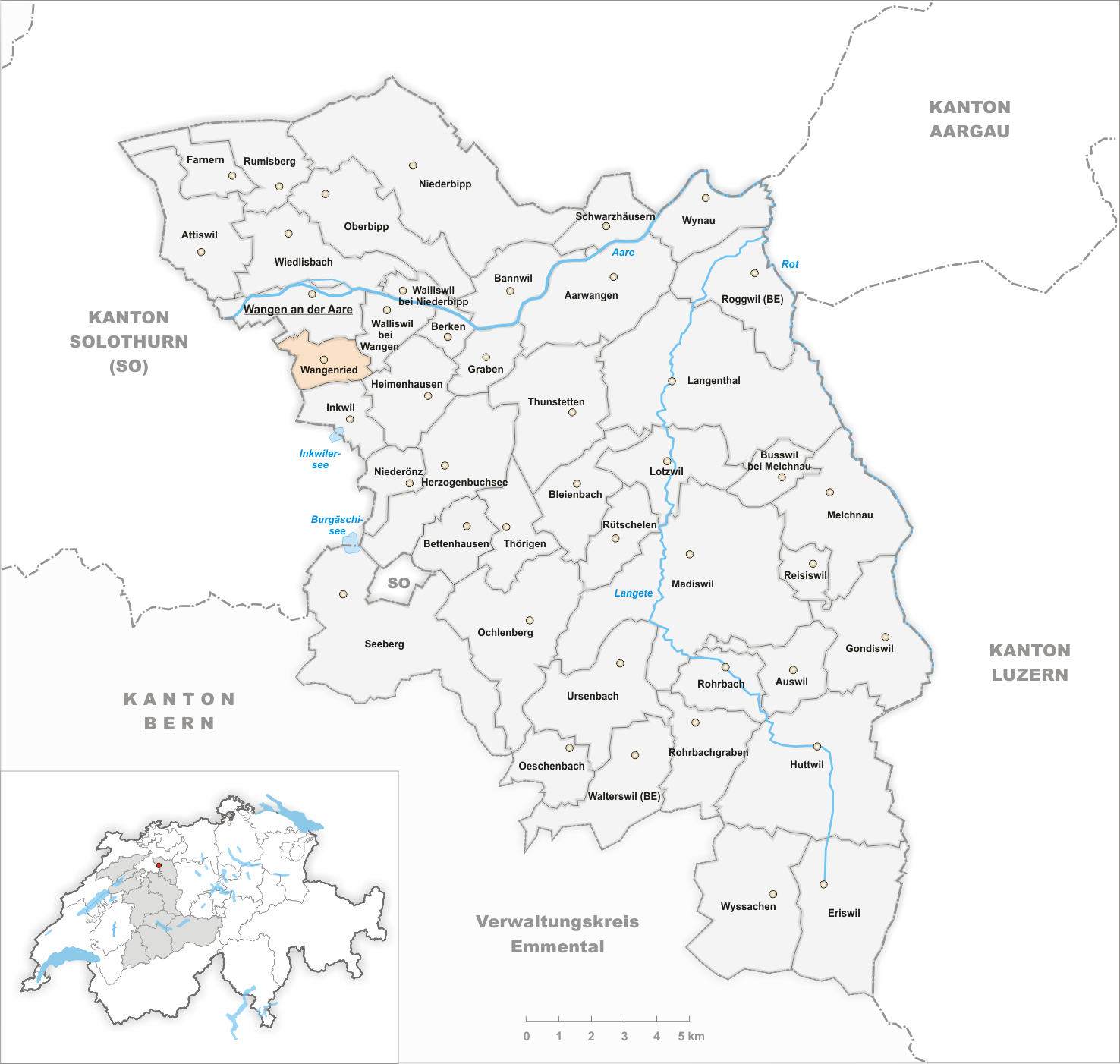
Gemeindestand vor der Fusion am 1. Januar 2024

Wangenried ist eine Ortschaft in der politischen Gemeinde Wangen an der Aare im Schweizer Kanton Bern. Bis zum 31. Dezember 2023 war Wangenried eine eigene politische Gemeinde im Verwaltungskreis Oberaargau. Am 1. Januar 2024 fusionierte sie zur Gemeinde Wangen an der Aare.

## Geographie

Luftbild aus 2000 m von Walter Mittelholzer (1923)

Wangenried liegt auf 473 m ü. M., 2 km südlich des Bezirkshauptortes Wangen an der Aare und 9 km östlich der Stadt Solothurn (Luftlinie). Das Strassenzeilendorf erstreckt sich an einem nach Nordwesten geneigten Hang, am südlichen Rand der Aareniederung, im Oberaargau.
Die Fläche des 2,9 km² grossen Gebiets der ehemaligen Gemeinde umfasst einen schwach reliefierten Abschnitt des nördlichen Berner Mittellandes. Der Hauptteil des Gebietes wird von der Höhe von Wangenried eingenommen, einem Grundmoränenwall des eiszeitlichen Rhonegletschers. Auf der Rüti wird mit 495 m ü. M. die höchste Erhebung des Dorfes erreicht. Im Norden ist diese Höhe mit dem Chnubel durch eine Talsenke vom Gensberg (auf Wangener Boden) getrennt. Nach Osten reicht der Boden der ehemaligen Gemeinde bis in das Langimoos, nach Süden in das Waldgebiet Ischlag, und gegen Westen bildet ein kleines Tal die Abgrenzung gegen das Plateau des Deitinger Waldes. Ein kleiner Anteil dieses Bodens im Nordwesten mit der Flur Schwerzi liegt am Südrand der flachen Aareebene (425 m ü. M.). Von der Fläche der ehemaligen Gemeinde entfielen 1997 7 % auf Siedlungen, 24 % auf Wald und Gehölze, 68 % auf Landwirtschaft, und rund 1 % war unproduktives Land.
Zu Wangenried gehören mehrere Einzelhöfe. Nachbargemeinden von Wangenried sind Wangen an der Aare, Walliswil bei Wangen, Heimenhausen und Inkwil im Kanton Bern sowie Subingen und Deitingen im Kanton Solothurn.

## Bevölkerung
Mit 408 Einwohnern (Stand 31. Dezember 2022) gehörte Wangenried zu den kleinen Gemeinden des Kantons Bern. Von den Bewohnern waren 97,9 % deutschsprachig, 0,8 % italienischsprachig, und 0,5 % sprachen Französisch (Stand 2000). Die Bevölkerungszahl von Wangenried belief sich 1850 auf 415 Einwohner, 1900 noch auf 332 Einwohner. Nach einem leichten Bevölkerungsanstieg bis 1950 (381 Einwohner) pendelte die Einwohnerzahl seither stets im Bereich zwischen 370 und 410 Personen.

## Wirtschaft
Wangenried war bis in die zweite Hälfte des 20. Jahrhunderts ein vorwiegend durch die Landwirtschaft geprägtes Dorf. Noch heute haben der Ackerbau und Obstbau sowie die Viehzucht einen wichtigen Stellenwert in der Erwerbsstruktur der Bevölkerung. Weitere Arbeitsplätze sind im lokalen Kleingewerbe und im Dienstleistungssektor vorhanden, unter anderem in einem Betrieb der Holzverarbeitung. In den letzten Jahrzehnten hat sich das Dorf zu einer Wohngemeinde entwickelt. Viele Erwerbstätige sind deshalb Wegpendler, die hauptsächlich in der Region Langenthal-Herzogenbuchsee, im Raum Solothurn und in den grösseren Orten entlang des Jurasüdfusses arbeiten.

## Verkehr
Die Ortschaft ist verkehrsmässig recht gut erschlossen. Sie liegt an der Hauptstrasse von Wangen an der Aare nach Herzogenbuchsee, besitzt aber eine lokale Ortsumfahrung. Der nächste Anschluss an die Autobahn A1 (Bern–Zürich) befindet sich rund 3 km vom Ortskern entfernt. Durch eine Buslinie, welche die Strecke von Herzogenbuchsee nach Wangen an der Aare bedient, ist Wangenried an das Netz des öffentlichen Verkehrs angebunden.

## Geschichte
Die erste urkundliche Erwähnung des Ortes erfolgte 1407 unter dem Namen Ried. Später erschienen die Bezeichnungen Wangenried (1442) und Waggenried (1784). Der Ortsname geht auf das althochdeutsche Wort riod (Rodung) zurück.
Seit dem Mittelalter gehörte Wangenried zur Propstei Wangen und unterstand der Oberhoheit der Kyburger. Im Jahr 1406 gelangte das Dorf unter die Herrschaft der Stadt Bern und wurde in der Folge der Landvogtei Wangen zugeordnet. Nach dem Zusammenbruch des Ancien Régime (1798) gehörte Wangenried während der Helvetik zum Distrikt Wangen und ab 1803 zum Oberamt Wangen, das mit der neuen Kantonsverfassung von 1831 den Status eines Amtsbezirks erhielt. Auf den 1. Januar 2024 fusionierte Wangenried mit der Nachbargemeinde Wangen an der Aare zur Gemeinde Wangen an der Aare.

## Sehenswürdigkeiten
Das Dorf hat zahlreiche charakteristische Bauernhäuser des bernischen Landstils aus dem 18. und 19. Jahrhundert bewahrt. Wangenried besitzt keine eigene Kirche, es gehört zur Pfarrei Wangen.

## Persönlichkeiten
- Karl Rikli (1791–1843), evangelischer Geistlicher und Seminardirektor am Lehrerseminar Münchenbuchsee